# 夏玉成
夏玉成（16世紀—16世紀），號星洲，江西南康府星子縣人，明朝政治人物。

## 生平
夏玉成是嘉靖二十五年（1546年）丙午科江西鄉試第十八名舉人，授慈利知縣，樸素至誠，孝友家人，得地方宗族鄉人奉為典範，以孫夏應台顯貴贈貴州布政使司參政。

## 引用
1. 1 2  同治《星子縣志·卷十·人物志上》：夏玉成，號星洲，嘉靖丙午鄉薦，任湖廣慈利縣令，以孫應台贈貴州布政司參政，樸素淳至，孝友敦篤，宗族鄉閭奉為典型。